# François de Laval (évêque de Dol)
Pour l'article sur le premier évêque de Québec, consultez François de Laval.
François de Laval, (8 janvier 1498 – 2 juillet 1554, Laval), trésorier de la Collégiale Sainte-Madeleine de Vitré, aumônier de Saint-Julien de Laval, prieur de Sainte-Catherine de Laval, abbé commendataire de l'Abbaye Notre-Dame de Paimpont et de l'Abbaye Notre-Dame du Tronchet en 1534, seigneur d'Olivet, évêque de Dol-de-Bretagne, religieux français.

## Biographie

### Fils naturel
Il est le fils naturel de Guy XVI de Laval et d’Anne de l’Espinay. L’acte de baptême de François de Laval n’a jamais été retrouvé, il est né le 8 janvier 1498. Malgré le vice de son origine et l'empêchement canonique qui en résultait pour lui, il fait sa carrière dans l'Église. Il est légitimé en mars 1539.

### Évêque de Dol
Il est nommé évêque de Dol en 1528, et n'est sacré évêque que le 10 décembre 1530 : il fallait qu’il eut trente ans, âge canonique, pour être sacré. Couanier de Launay indique que sa nomination  à ce siège n'avait pas été irréprochable ; mais que s'il y avait eu intrigue, il fit oublier par la suite cette faute par une conduite régulière.
Il prend aussi possession de l’Abbaye Notre-Dame de Paimpont en qualité d’abbé commendataire  le 11 novembre 1530, puis en 1534 du prieuré du Tronchet. On ne sait pas ce qui s'est passé dans l'abbaye Saint-Jacques de Montfort où François de Laval, après avoir disputé la crosse à Guillaume de Cocé, semble s'être accordé avec lui, pour se partager les revenus de l'abbaye. Guillaume étant mort le 8 juillet 1535, François n'en profita pas pour se faire conférer l'abbaye. Elle est donnée à Charles Pineau, son protégé, qu'il fit chanoine de Dol, puis son vicaire général et enfin son auxiliaire comme évêque in partibus de Castorie (de). 
François de Laval avait acheté le château de Launay-Villiers; il fit rebâtir le château d'Olivet dont il est aussi seigneur d'Olivet. « Il fit bâtir Olivet comme il est, dit l'avocat fiscal Jean Gesland, l'ayant acquis auparavant de Guy XVII de Laval, son frère naturel. Il fit aussi beaucoup de bien aux églises »[réf. souhaitée]. Entre autres, il reconstruisit la chapelle priorale d'Olivet, qui dépendait de son prieuré de Sainte-Catherine de Laval. 
Il est évêque de Dol-de-Bretagne de 1528 à 1554. Le Siège épiscopal, située dans la cathédrale de Dol  (XVIe siècle) est aux armes de l’évêque François de Laval. François de Laval devait avoir à peu près 40 ans quand François Ier, par acte du mois de mars 1540, effaça le vice de sa naissance, en lui accordant des lettres de légitimation.

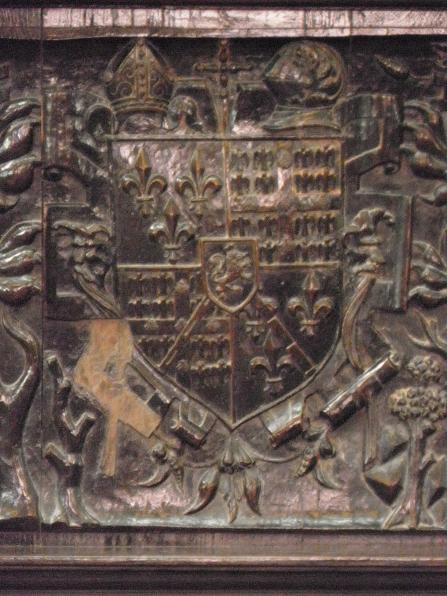
Armes de Mgr François de Laval

### Ami des arts
François de Laval a effectué des études solides et aime la compagnie des hommes instruits. Il a aussi du goût pour l'architecture et se plaisait à en discuter. François de Laval serait à l'origine de la découverte du marbre de Saint-Berthevin, qui sera par la suite utilisé dans beaucoup de monuments. François de Laval est à l'origine de la commande de plusieurs vitraux pour Laval et Dol auprès de Simon de Heemsce.

## Armoiries

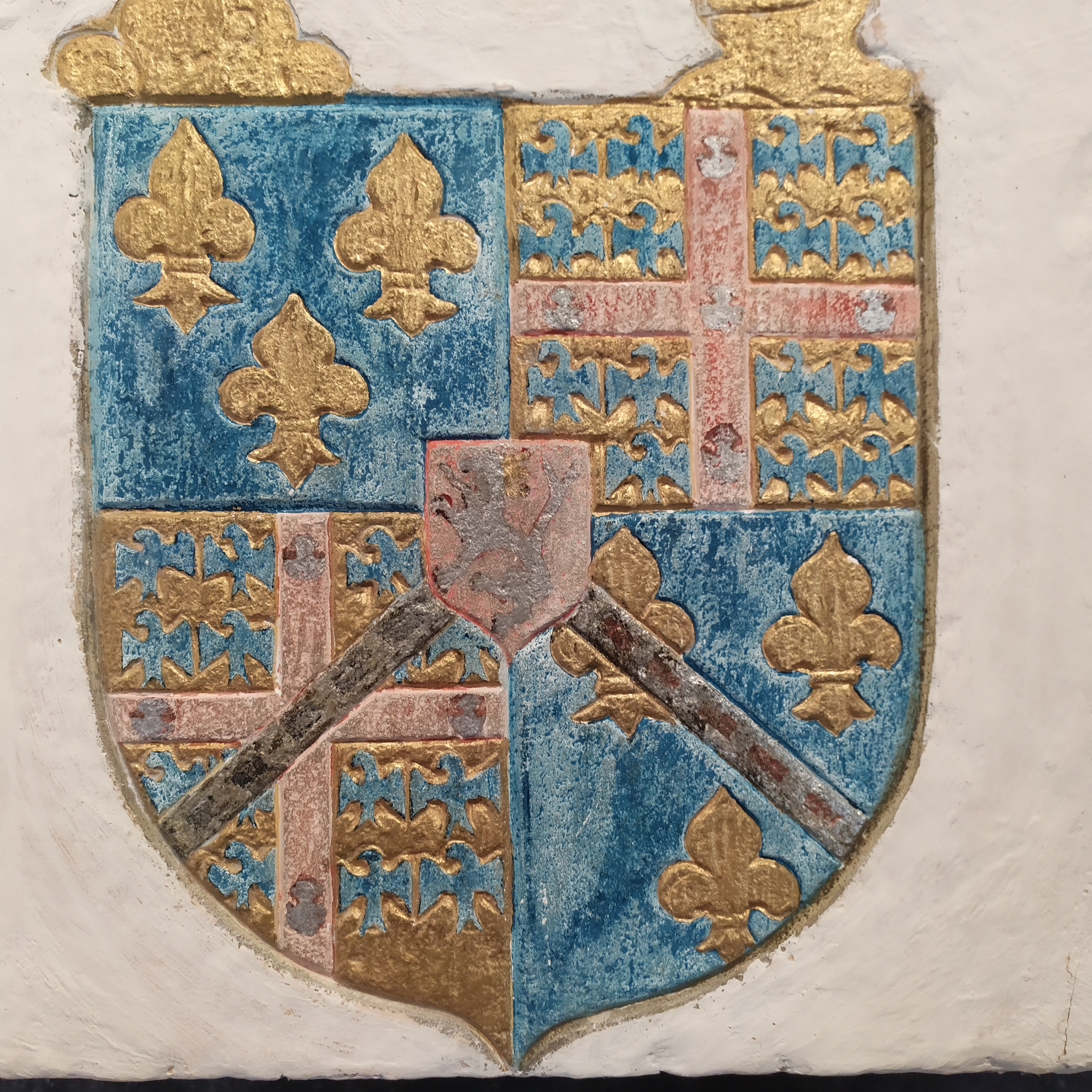
Photo prise au château de Vitré

Ces armoiries avaient été adoptées par François de Gâvre (Guy XV de Laval) aïeul de l’évêque de Dol, elles rappellent que Guy XIV de Laval, était gendre d’une fille de France, Jeanne, fille de Charles VI de France et épouse de Jean V de Bretagne, duc de Bretagne, par le quatrième, qu’il était petit-gendre de Jeanne d’Evreux, reine de Navarre, mère de Jean V, duc de Bretagne. François de Laval, avait conservé les armoiries de son grand-oncle Guy XV et de son père Guy XVI, en brisant le troisième quartier d’une barre componée de bâtardise, car il était fils naturel.
Écartelé : au 1er d'azur à trois fleurs de lys d'or, qui est de France aux 2e et 3e d'or à la croix de gueules chargée de cinq coquilles d'argent et cantonnée de seize alérions d'azur, qui est de Montmorency-Laval; au 4e d'azur à trois fleurs de lys d'or et au bâton componné d'argent et de gueules, qui est d'Evreux ; sur le tout :  de gueules au lion contourné et couronné d'argent, qui est de Vitré.

## Héritage
François de Laval avait comme seule héritière, sa nièce, Renée de Rieux, qui prit le nom de Guyonne  de Laval et qui avait adhéré au protestantisme. François de Laval meurt d'une violente attaque de goutte le 2 juillet 1554 au prieuré Sainte-Catherine de Laval. L'héritage de l'évêque catholique vint accroître grâce à sa légitimation la fortune de la comtesse protestante. 
Voici l’épitaphe qui est inscrite sur son tombeau dans la Cathédrale Saint-Samson de Dol-de-Bretagne :
Mes. François de Laval, évesque de Dol,
Abbé de Paimpont et du Tronchet,
Qui fonda céans 12 obits, décédé
Le 2e juillet 1554,
Dort icy
Requiescat in pace
Le tombeau de François de Laval, réalisé en 1554, est détruit en 1742-1743 ; il est connu par la description qu'en firent les bénédictins au XVIIe siècle. Il en reste un bénitier qui porte les armes de François de Laval.

## Sources
- Abbé Angot, « Monuments épigraphiques et héraldiques de François de Laval, évêque de Dol, à Olivet », dans La Province du Maine, t. XXII (1914), p. 13-19.
- Paul Banéat, Le Département d'Ille-et-Vilaine. Histoire - Archéologie - Monuments. Rennes : Librairie Moderne J. Larcher, 1927-1929. t. 1, p. 495.
- Patrick Amiot. Dol-de-Bretagne d'hier à aujourd'hui. Tome 2 : Regard sur son histoire religieuse à travers les siècles, La cathédrale St-Samson.. Dinan : Patrick Amiot, 1986. p. 63, fig.